# 13 février aux Jeux olympiques d'hiver de 2018
Pour un article plus général, voir Jeux olympiques d'hiver de 2018.
Le mardi 13 février aux Jeux olympiques d'hiver de 2018 est le sixième jour de compétition et le quatrième jour avec des médailles décernées.  

## Programme
| Heure UTC+9 (Pyeongchang)                     |               |
| bleu                                          | Cérémonie     |
| neutre                                        | Épreuve       |
| or                                            | Finale        |
| orange                                        | Petite finale |
| rose                                          | Reporté       |
| gris                                          | Annulé        |
| Compétition masculine                         | Hommes        |
| Compétition féminine                          | Femmes        |
| Compétition mixte (hommes et femmes mélangés) | Mixte         |
| Compétition en couple (1 homme et 1 femme)    | Couple        |
| modifier                                      |               |

| Horaire | Discipline Spécialité | Discipline Spécialité                                   | Discipline Spécialité                      | Phase                                | Résultats                                                          | Références |
| ------- | --------------------- | ------------------------------------------------------- | ------------------------------------------ | ------------------------------------ | ------------------------------------------------------------------ | ---------- |
| 09 h 05 |                       | Curling Double mixte                                    | Compétition en couple (1 homme et 1 femme) | Petite finale                        | 4-8                                                                | -          |
| 10 h 00 |                       | Snowboard Half-pipe                                     | Compétition femmes                         | Finale                               | Chloe Kim · Liu Jiayu · Arielle Gold                               | -          |
| 11 h 30 |                       | Ski alpin Combiné                                       | Compétition hommes                         | Première manche                      | -                                                                  | -          |
| 13 h 00 |                       | Snowboard Half-pipe                                     | Compétition hommes                         | Qualifications                       | -                                                                  | -          |
| 15 h 00 |                       | Ski alpin Combiné                                       | Compétition hommes                         | Finale                               | Marcel Hirscher · Alexis Pinturault · Victor Muffat-Jeandet        | -          |
| 16 h 40 |                       | Hockey sur glace Tournoi féminin                        | Compétition femmes                         | Tour préliminaire Groupe A - Match 7 | 4-1                                                                | -          |
| 17 h 30 |                       | Ski de fond Sprint classique                            | Compétition femmes                         | Finale                               | Stina Nilsson · Maiken Caspersen Falla · Yulia Belorukova          | -          |
| 19 h 00 |                       | Patinage de vitesse sur piste courte 1 000 m            | Compétition hommes                         | Qualifications                       | -                                                                  | -          |
| 19 h 00 |                       | Patinage de vitesse sur piste courte Relais sur 5 000 m | Compétition hommes                         | Qualifications                       | -                                                                  | -          |
| 19 h 30 |                       | Luge Simple                                             | Compétition femmes                         | Finale                               | Natalie Geisenberger · Dajana Eitberger · Alex Gough               | -          |
| 20 h 00 |                       | Ski de fond Sprint classique                            | Compétition hommes                         | Finale                               | Johannes Høsflot Klæbo · Federico Pellegrino · Alexander Bolshunov | -          |
| 20 h 05 |                       | Curling Double mixte                                    | Compétition en couple (1 homme et 1 femme) | Finale                               | 10-3                                                               | -          |
| 21 h 10 |                       | Hockey sur glace Tournoi féminin                        | Compétition femmes                         | Tour préliminaire Groupe A - Match 8 | 5-0                                                                | -          |
| 21 h 11 |                       | Patinage de vitesse sur piste courte 500 m              | Compétition femmes                         | Finale                               | Arianna Fontana · Yara van Kerkhof · Kim Boutin                    | -          |
| 21 h 30 |                       | Patinage de vitesse 1 500 m                             | Compétition hommes                         | Finale                               | Kjeld Nuis · Patrick Roest · Kim Min-seok                          | -          |

## Tableau des médailles provisoire
- Pays organisateur (Corée du Sud)

| Rang  | Nation       | Or                             | Argent                                                                  | Bronze                                                                    | Total |
| ----- | ------------ | ------------------------------ | ----------------------------------------------------------------------- | ------------------------------------------------------------------------- | ----- |
| 1     | Pays-Bas     | Médaille d'or, Jeux olympiques | Médaille d'argent, Jeux olympiques · Médaille d'argent, Jeux olympiques |                                                                           | 3     |
| 2     | Norvège      | Médaille d'or, Jeux olympiques | Médaille d'argent, Jeux olympiques                                      | Médaille de bronze, Jeux olympiques                                       | 3     |
| 3     | Allemagne    | Médaille d'or, Jeux olympiques | Médaille d'argent, Jeux olympiques                                      |                                                                           | 2     |
| 3     | Italie       | Médaille d'or, Jeux olympiques | Médaille d'argent, Jeux olympiques                                      |                                                                           | 2     |
| 5     | Canada       | Médaille d'or, Jeux olympiques |                                                                         | Médaille de bronze, Jeux olympiques                                       | 2     |
| 5     | États-Unis   | Médaille d'or, Jeux olympiques |                                                                         | Médaille de bronze, Jeux olympiques                                       | 2     |
| 7     | Autriche     | Médaille d'or, Jeux olympiques |                                                                         |                                                                           | 1     |
| 7     | Suède        | Médaille d'or, Jeux olympiques |                                                                         |                                                                           | 1     |
| 9     | France       |                                | Médaille d'argent, Jeux olympiques                                      | Médaille de bronze, Jeux olympiques                                       | 2     |
| 10    | Chine        |                                | Médaille d'argent, Jeux olympiques                                      |                                                                           | 1     |
| 10    | Suisse       |                                | Médaille d'argent, Jeux olympiques                                      |                                                                           | 1     |
| 12    | Russie (OAR) |                                |                                                                         | Médaille de bronze, Jeux olympiques · Médaille de bronze, Jeux olympiques | 2     |
| 13    | Canada       |                                |                                                                         | Médaille de bronze, Jeux olympiques                                       | 1     |
| 14    | Corée du Sud |                                |                                                                         | Médaille de bronze, Jeux olympiques                                       | 1     |
| Total | Total        | 8                              | 8                                                                       | 8                                                                         | 24    |

| Rang  | Nation             | Or | Argent | Bronze | Total |
| ----- | ------------------ | -- | ------ | ------ | ----- |
| 1     | Allemagne          | 5  | 2      | 2      | 9     |
| 2     | Pays-Bas           | 4  | 4      | 2      | 10    |
| 3     | Norvège            | 3  | 5      | 4      | 12    |
| 4     | Canada             | 3  | 4      | 3      | 10    |
| 5     | États-Unis         | 3  | 1      | 2      | 6     |
| 6     | France             | 2  | 1      | 2      | 5     |
| 7     | Suède              | 2  | 1      | 0      | 3     |
| 8     | Autriche           | 2  | 0      | 0      | 2     |
| 9     | Italie             | 1  | 1      | 1      | 3     |
| 10    | Corée du Sud       | 1  | 0      | 1      | 2     |
| 11    | Russie (OAR)       | 0  | 1      | 3      | 4     |
| 12    | Japon              | 0  | 1      | 2      | 3     |
| 13    | République tchèque | 0  | 1      | 1      | 2     |
| 14    | Australie          | 0  | 1      | 0      | 1     |
| 14    | Chine              | 0  | 1      | 0      | 1     |
| 14    | Slovaquie          | 0  | 1      | 0      | 1     |
| 14    | Suisse             | 0  | 1      | 0      | 1     |
| 18    | Finlande           | 0  | 0      | 2      | 2     |
| 19    | Kazakhstan         | 0  | 0      | 1      | 1     |
| Total | Total              | 26 | 26     | 26     | 78    |